# XV Cumbre Iberoamericana
La XV Cumbre Iberoamericana de Jefes de Estado y de Gobierno de los veintidós Estados miembros de la Organización de Estados Iberoamericanos para la Educación, la Ciencia y la Cultura (OEI) se celebró en la ciudad española de Salamanca los días 14 y 15 de octubre de 2005.
Andorra participó como nuevo miembro de la cumbre. Fue el punto de partida de la Secretaría General Iberoamericana, un nuevo instrumento del sistema iberoamericano que sirve, entre otras cosas, para dar seguimiento a los programas acordados en las Cumbres, y que tiene su sede en Madrid, y cuyo primer titular es el uruguayo Enrique V. Iglesias. 
Se trataron tres importantes asuntos concretos: la realidad socioeconómica de la comunidad, la emigración y las relaciones entre América Latina y la Unión Europea. Otros temas de relevancia fueron el Canje de Deuda por Educación, sobre los foros del I Encuentro Empresarial Iberoamericano y del I Encuentro cívico Iberoamericano sobre financiación y desarrollo y lucha contra la pobreza que se celebraron inmediatamente antes de la Cumbre, sobre la carta cultural Iberoamericana, y la agenda y doctrina Iberoamericanas de desarrollo. Esta fue la última que contó la participación de Fidel Castro, ya que posteriormente enfermó y traspasó el poder a su hermano y vicepresidente Raúl Castro.El Presidente de Nicaragua Enrique Bolaños Geyer se hizo representar por su Canciller,  Norman Caldera Cardenal. 

## Mandatarios participantes

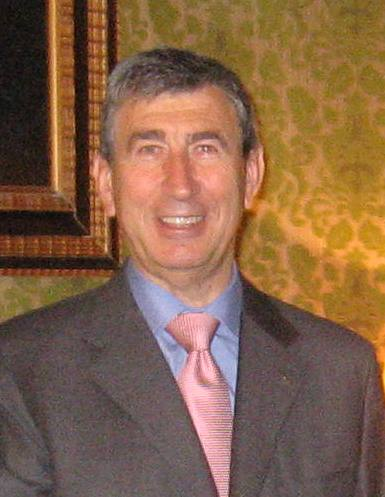
AND Albert Pintat, Presidente del Gobierno
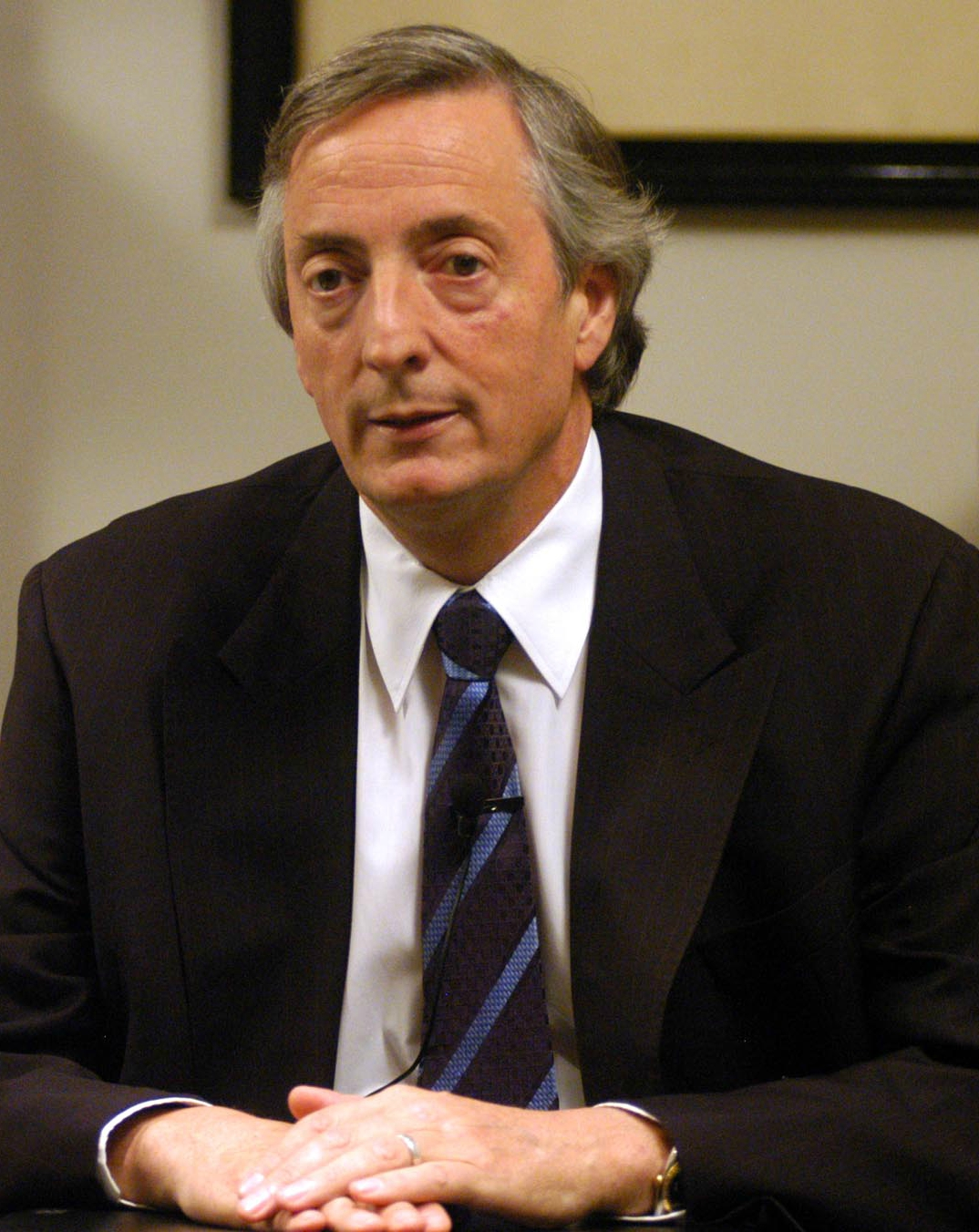
ARG Néstor Kirchner, Presidente
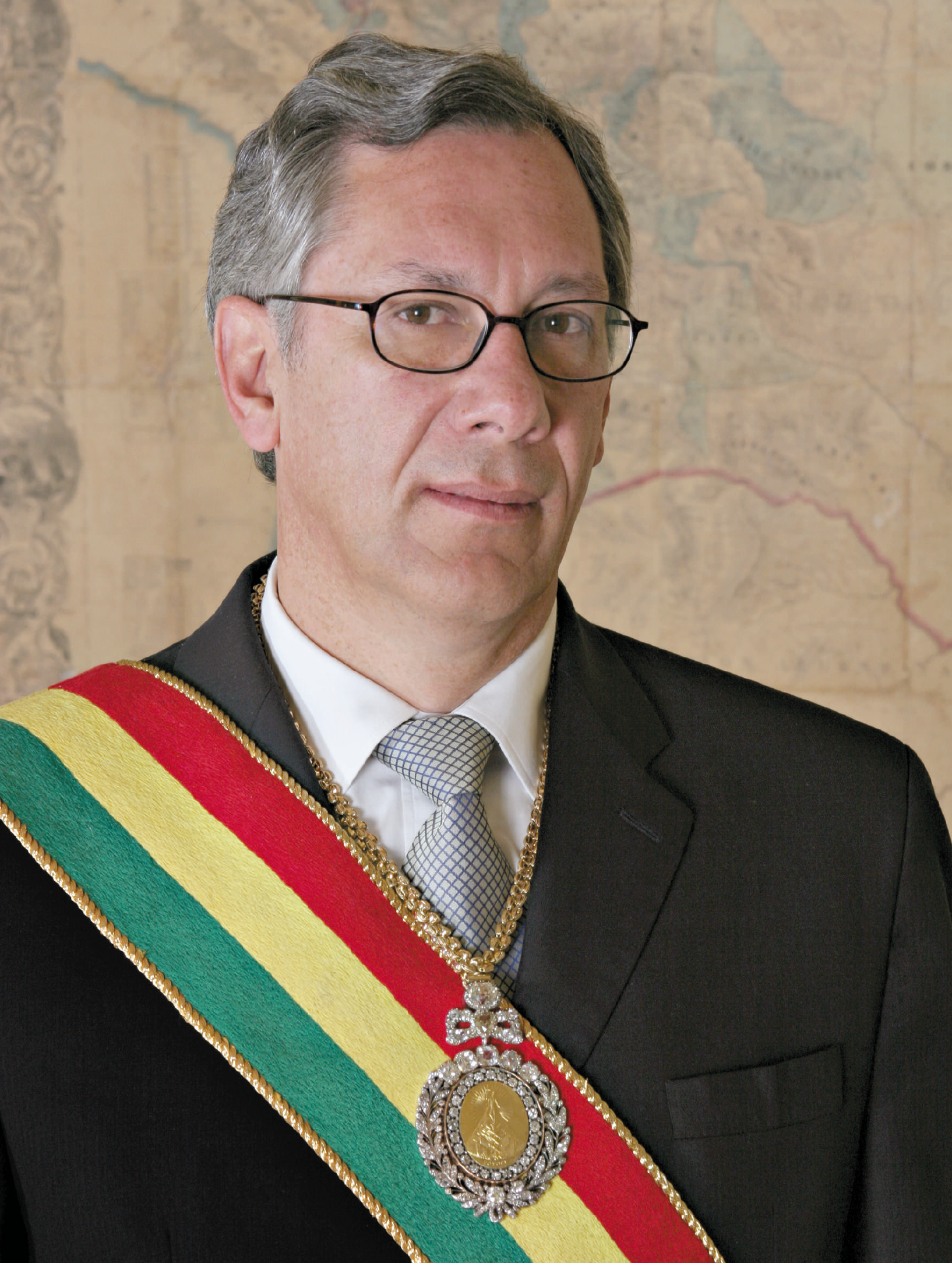
BOL Eduardo Rodríguez Veltzé, Presidente
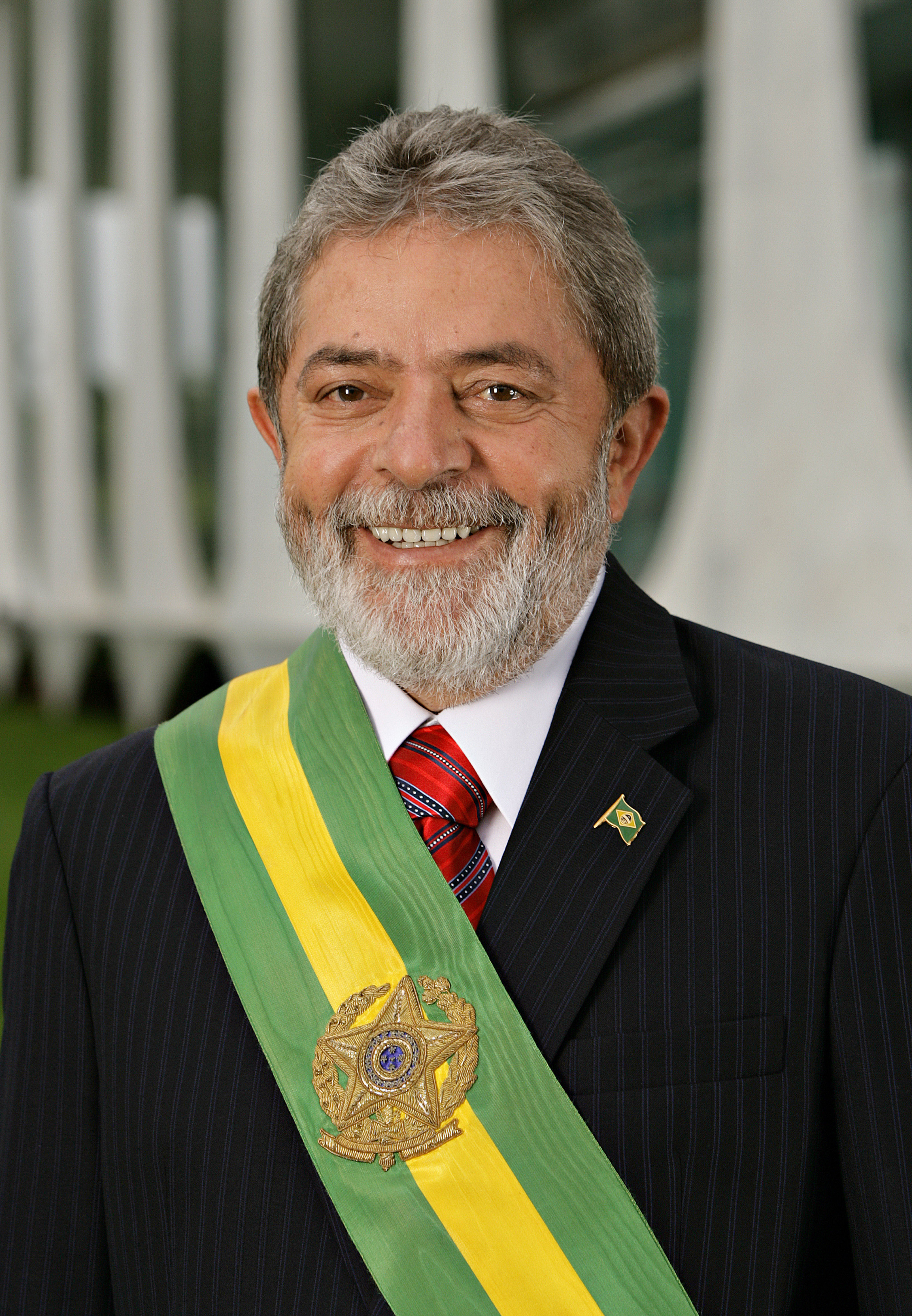
BRA Luiz Inácio Lula da Silva, Presidente
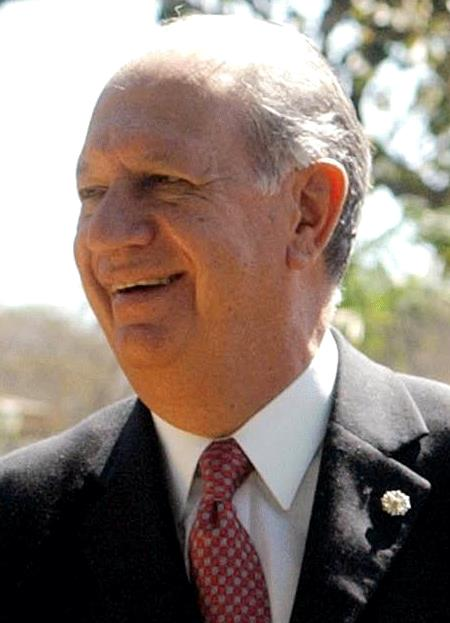
CHI Ricardo Lagos Escobar, Presidente
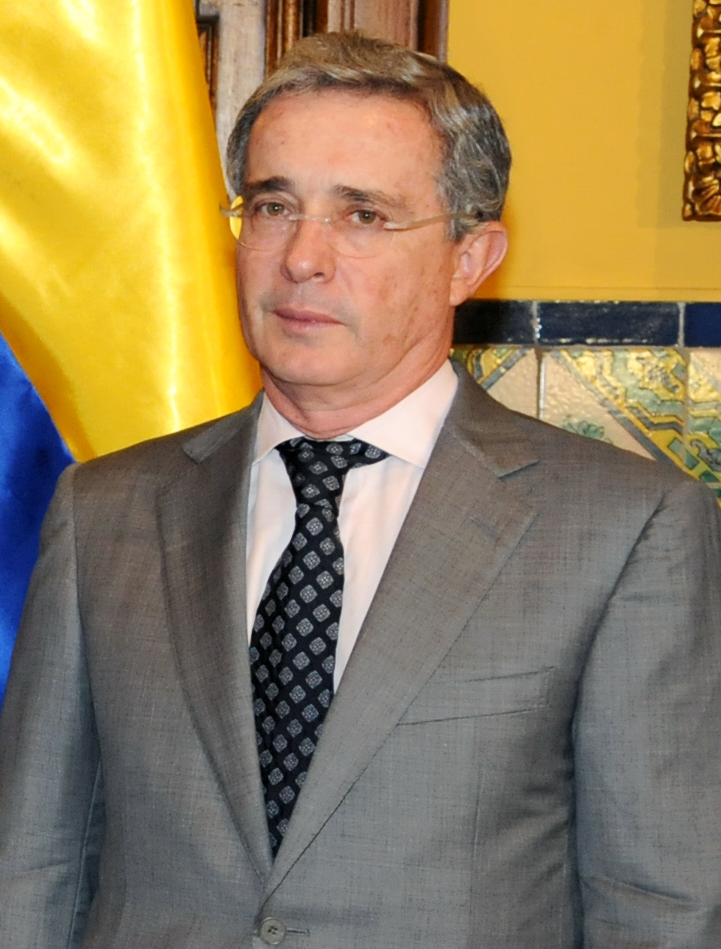
COL Álvaro Uribe Vélez, Presidente
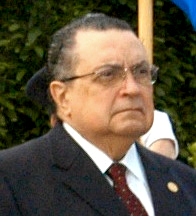
CRI Abel Pacheco de la Espriella, Presidente
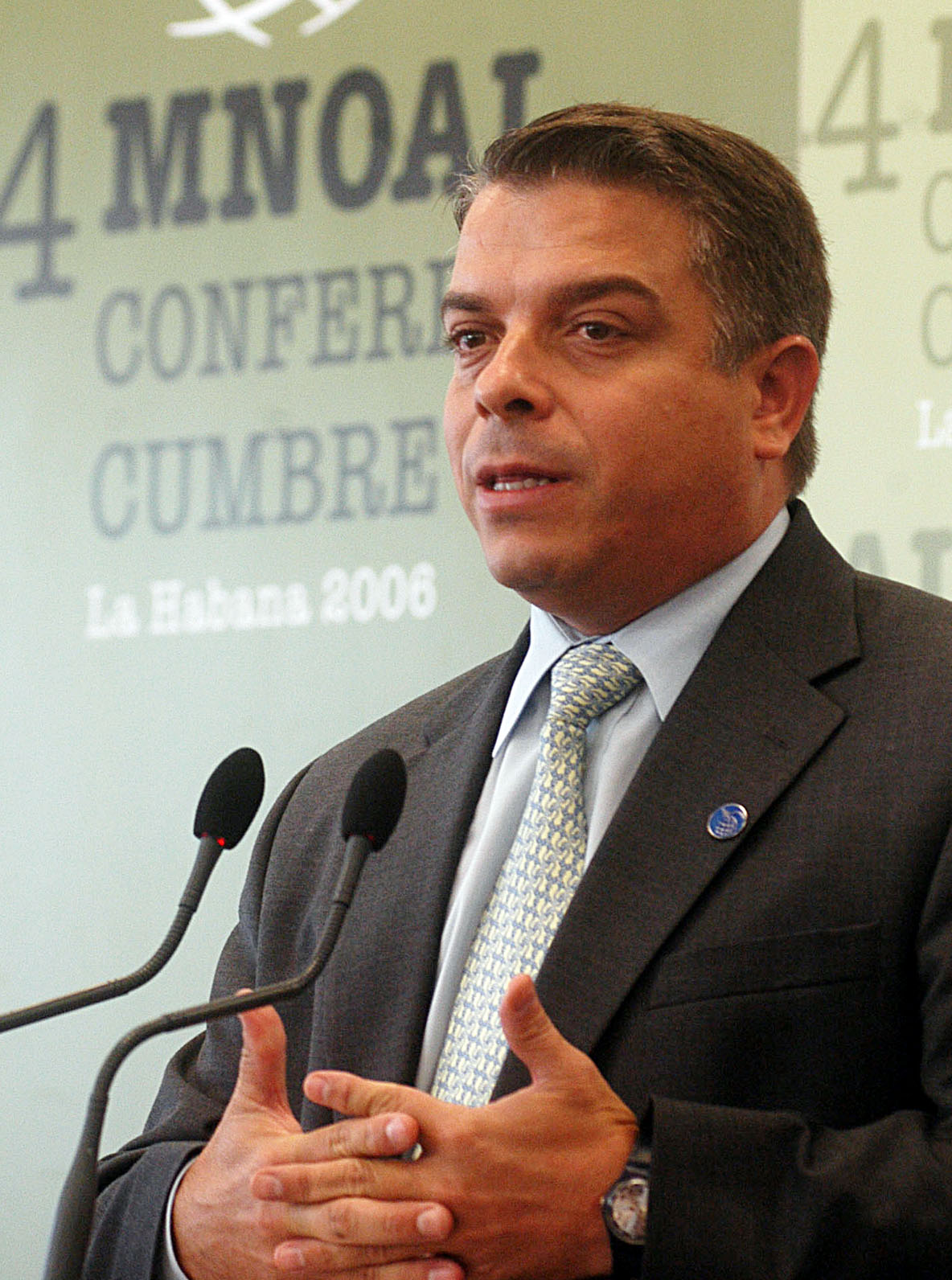
CUB Felipe Pérez Roque, Ministro de Relaciones Exteriores
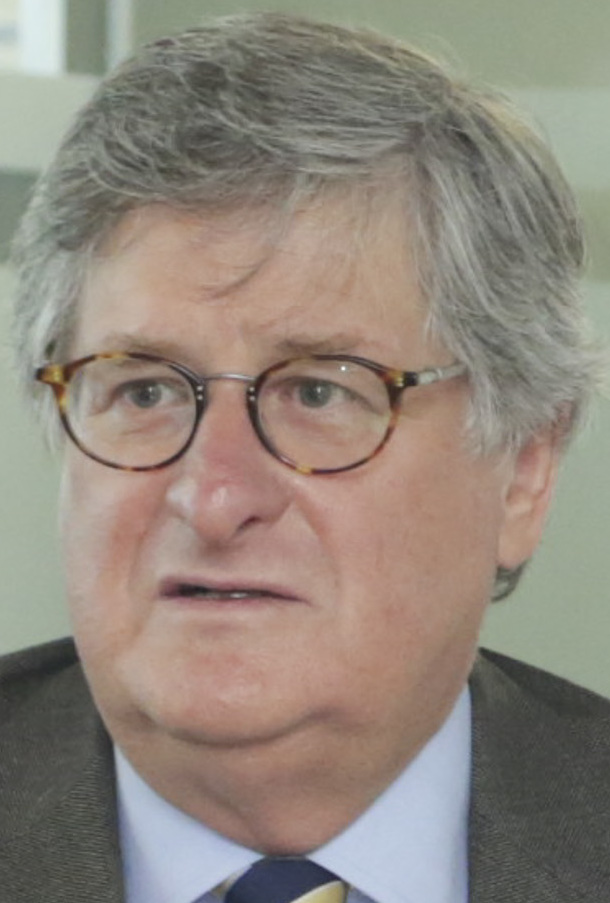
ECU Francisco Carrión, Ministro de Relaciones Exteriores
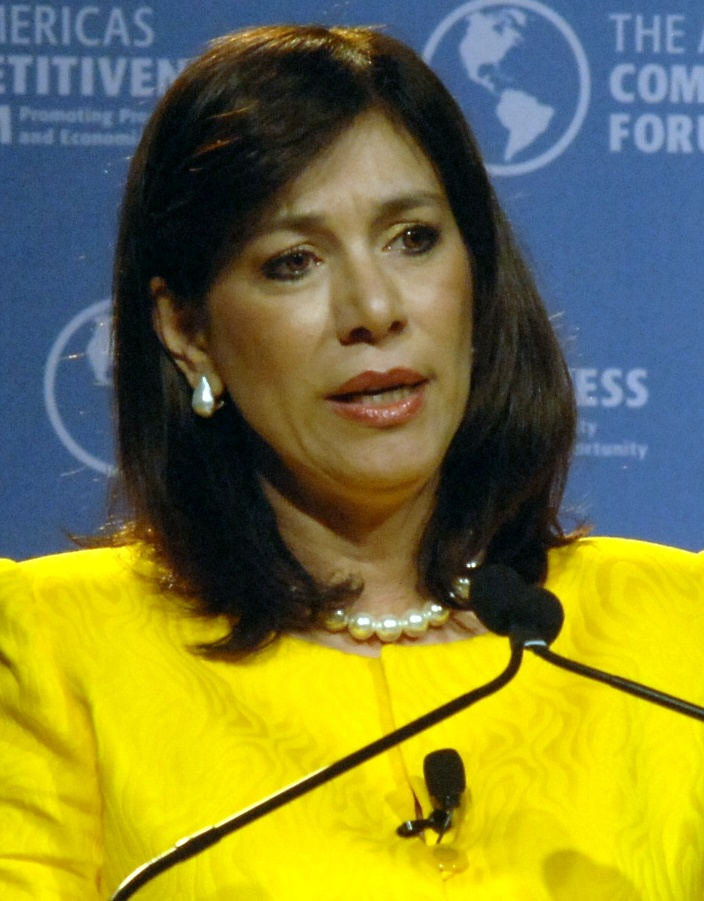
SLV Ana Vilma de Escobar, Vicepresidenta
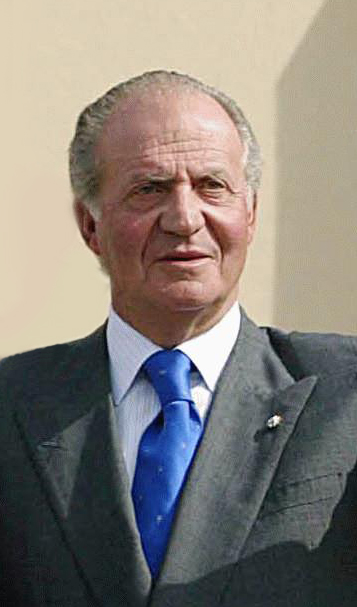
ESP Juan Carlos I, Rey (anfitrión)
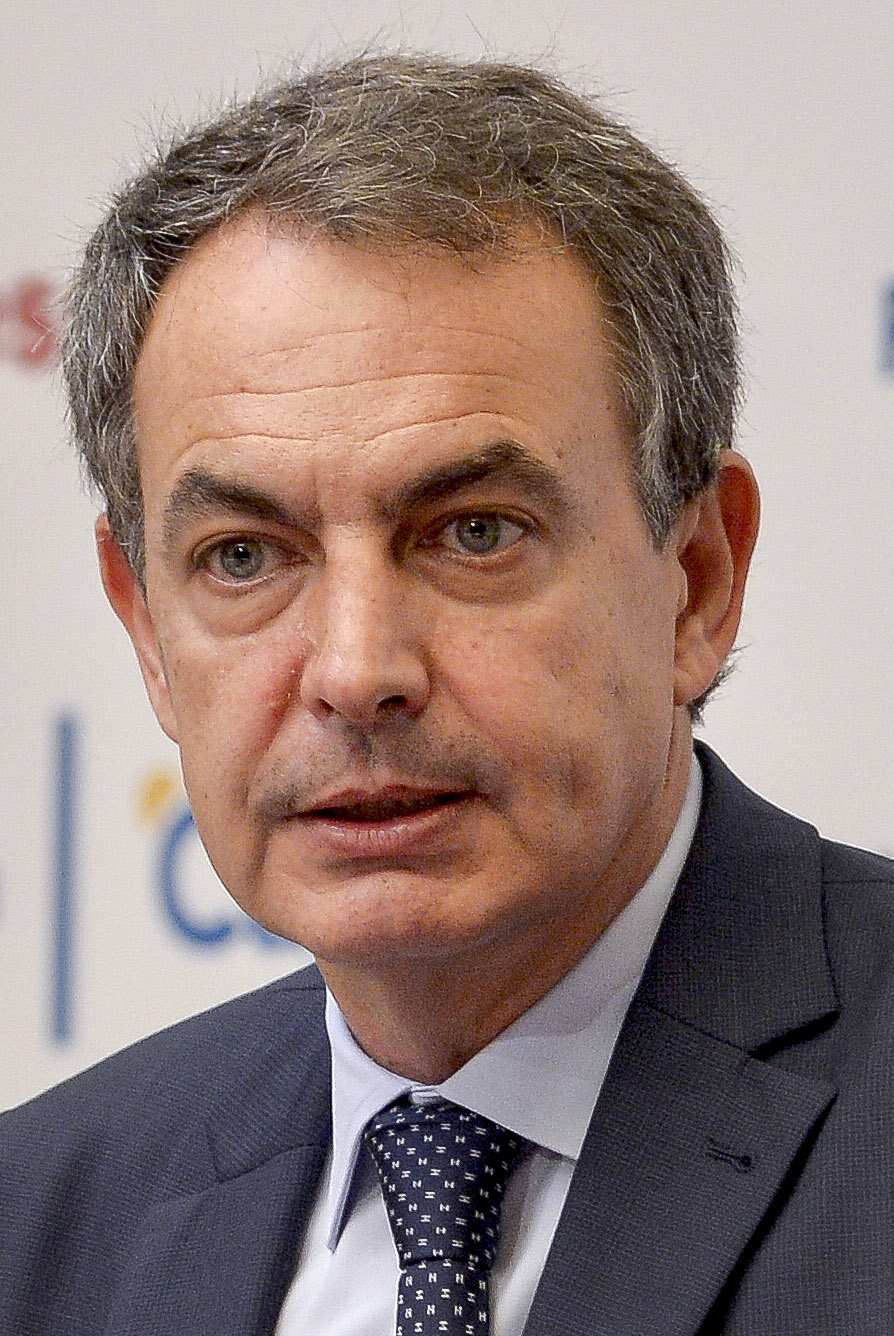
ESP José Luis Rodríguez Zapatero, Presidente del Gobierno (anfitrión)
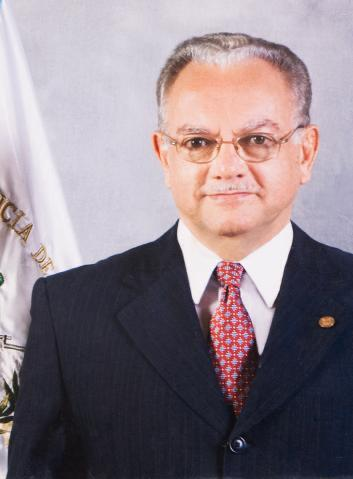
GTM Eduardo Stein, Vicepresidente
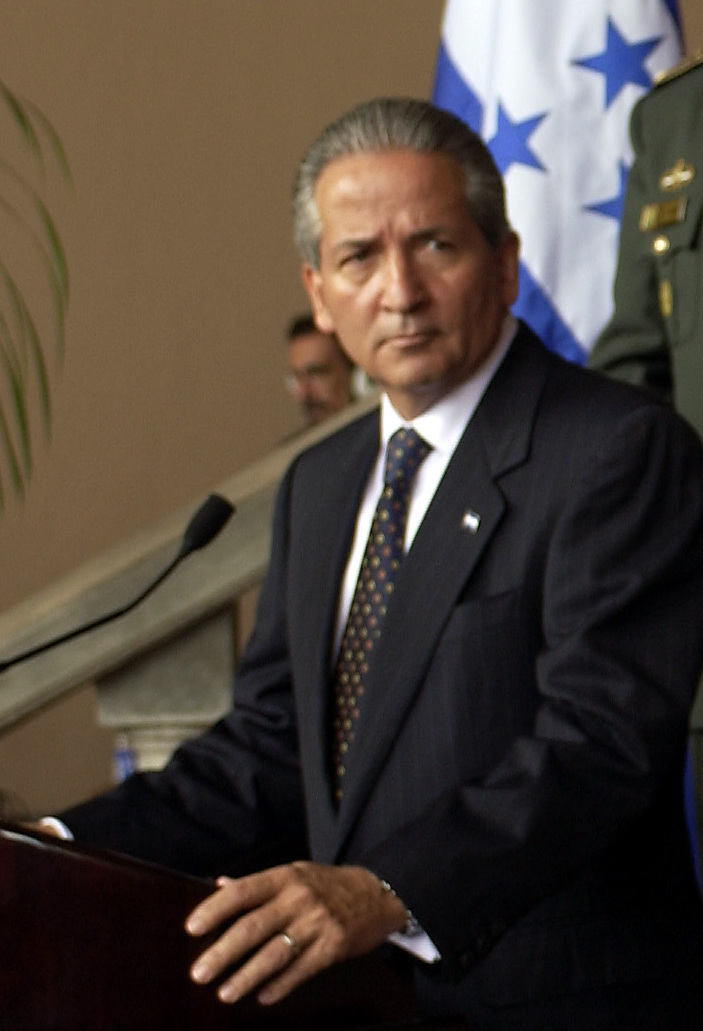
HON Ricardo Maduro, Presidente
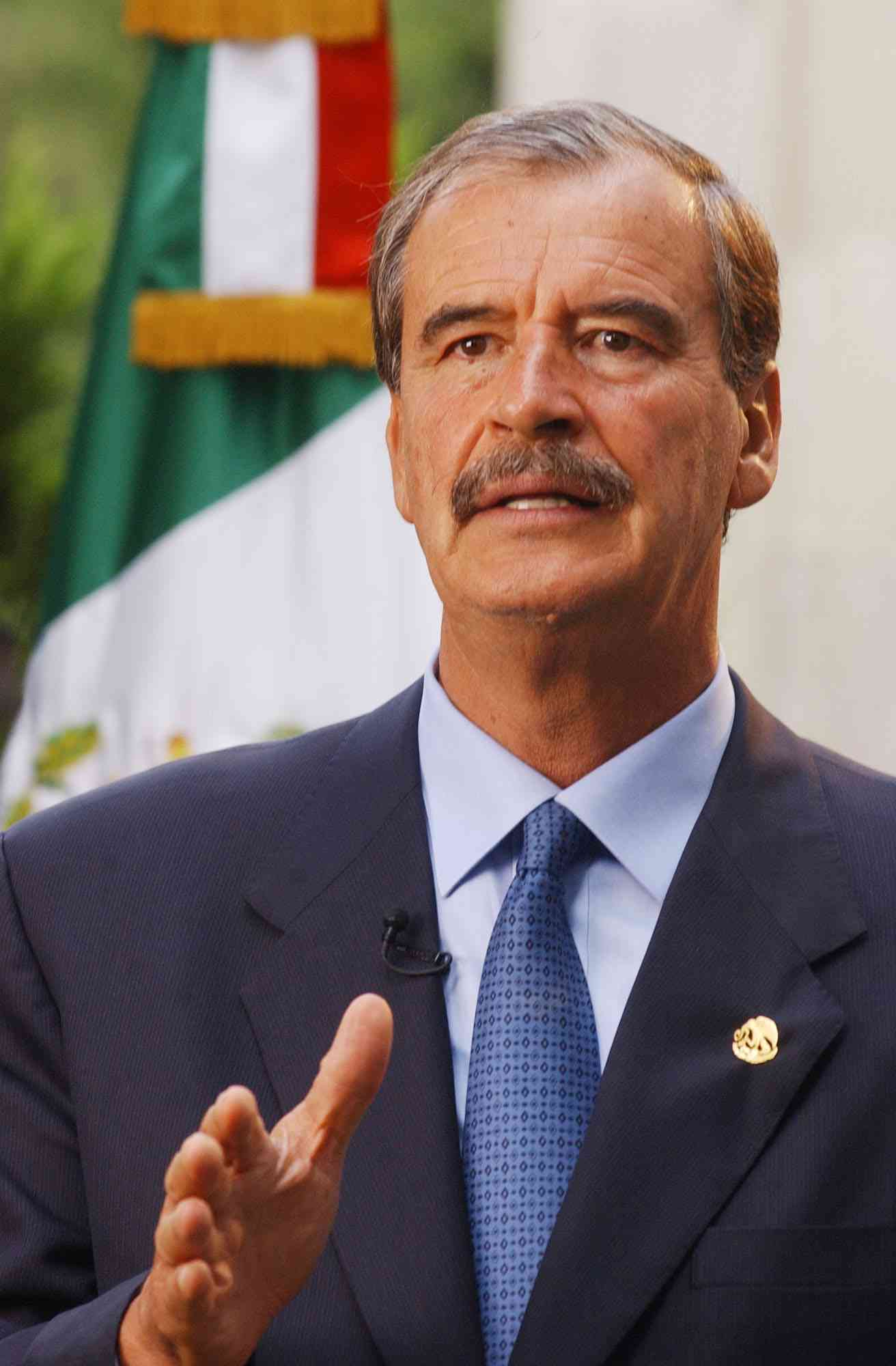
MEX Vicente Fox Quesada, Presidente
NIC Norman José Caldera Cardenal, Ministro de Relaciones Exteriores
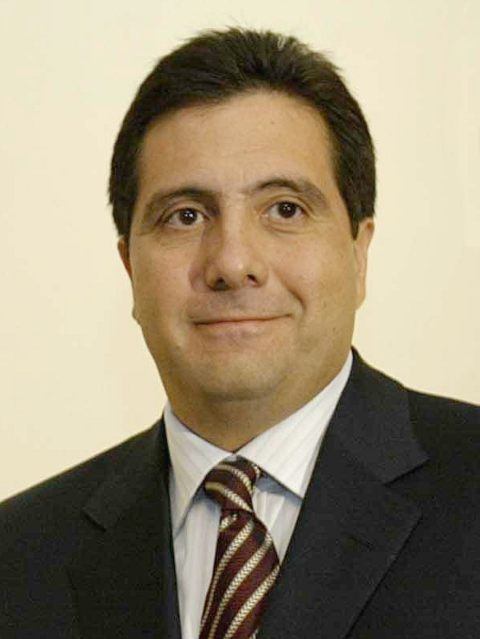
PAN Martín Torrijos, Presidente
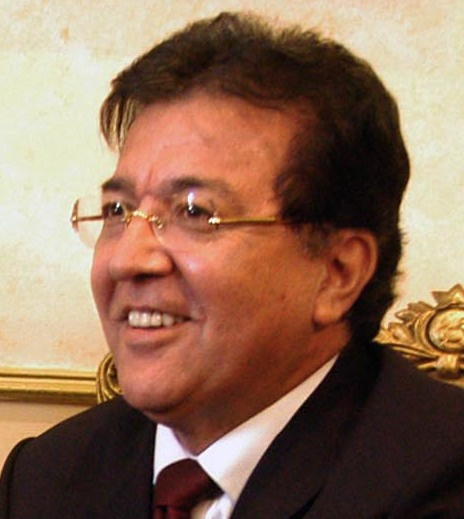
PAR Nicanor Duarte Frutos, Presidente
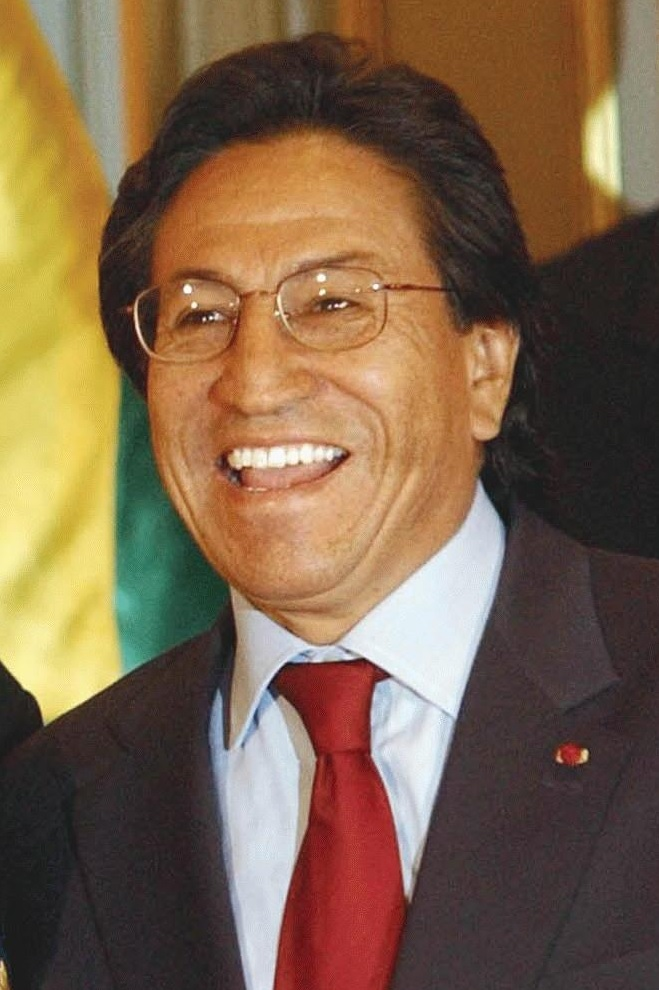
PER Alejandro Toledo, Presidente
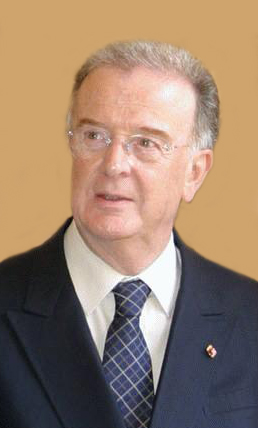
POR Jorge Sampaio, Presidente
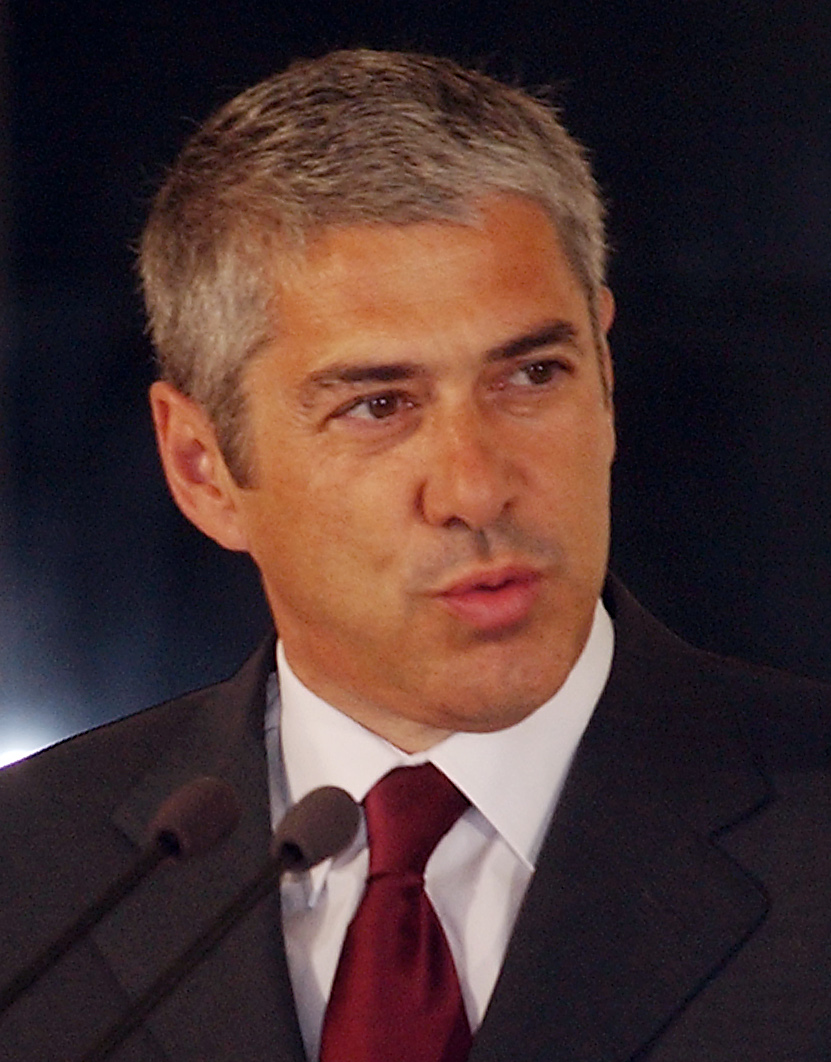
POR José Sócrates, Primer Ministro
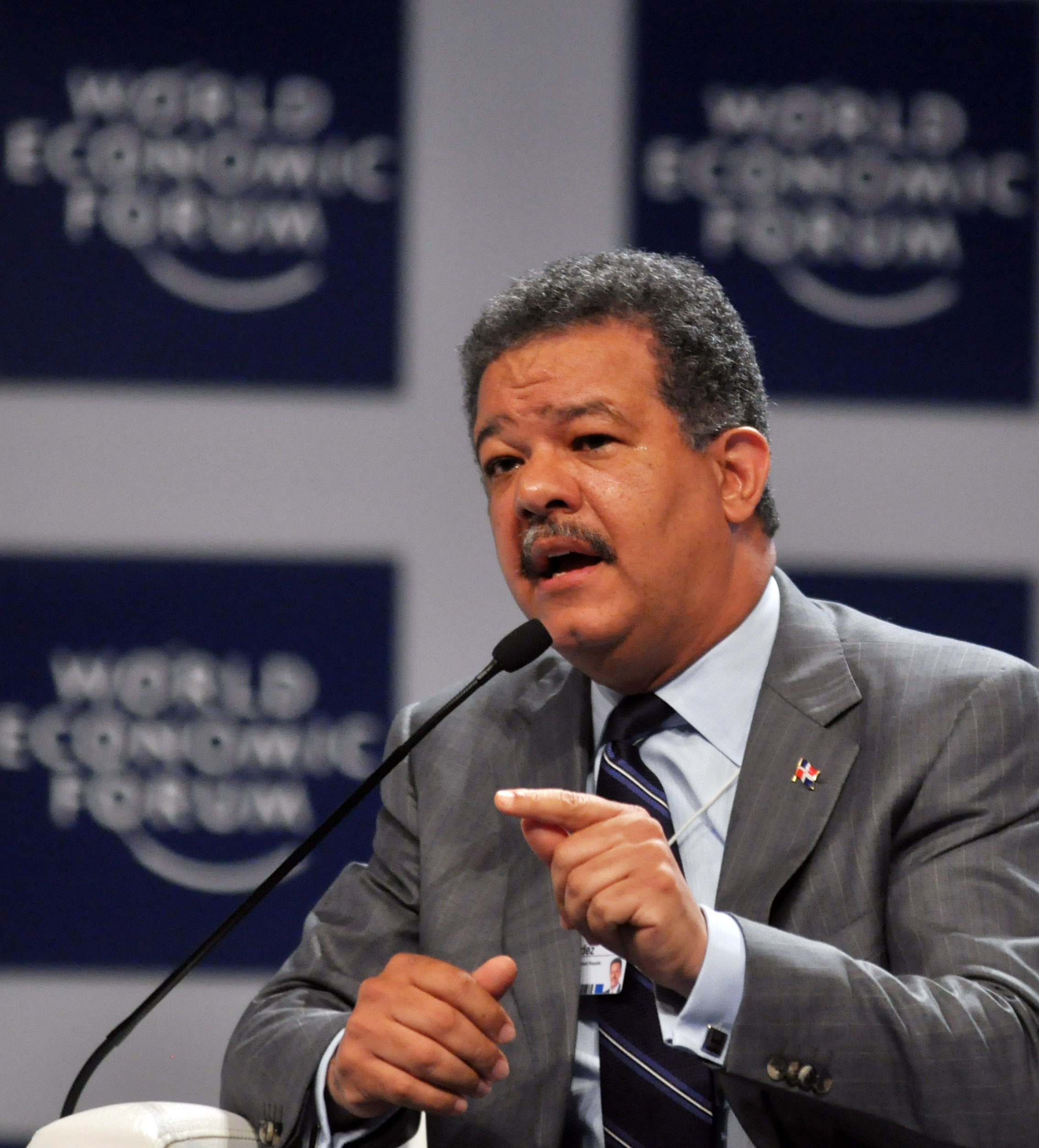
DOM Leonel Fernández, Presidente
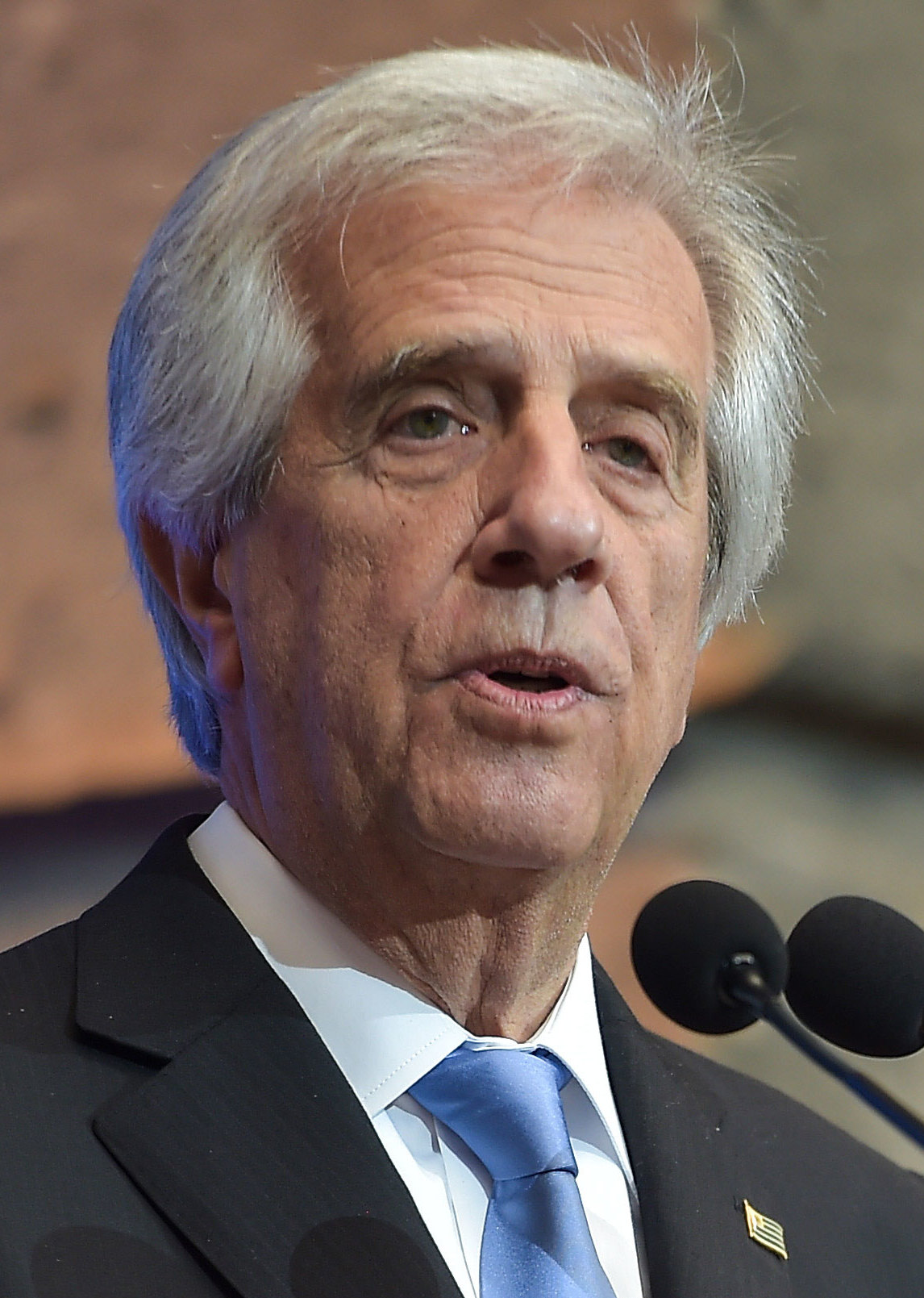
URU Tabaré Vázquez, Presidente
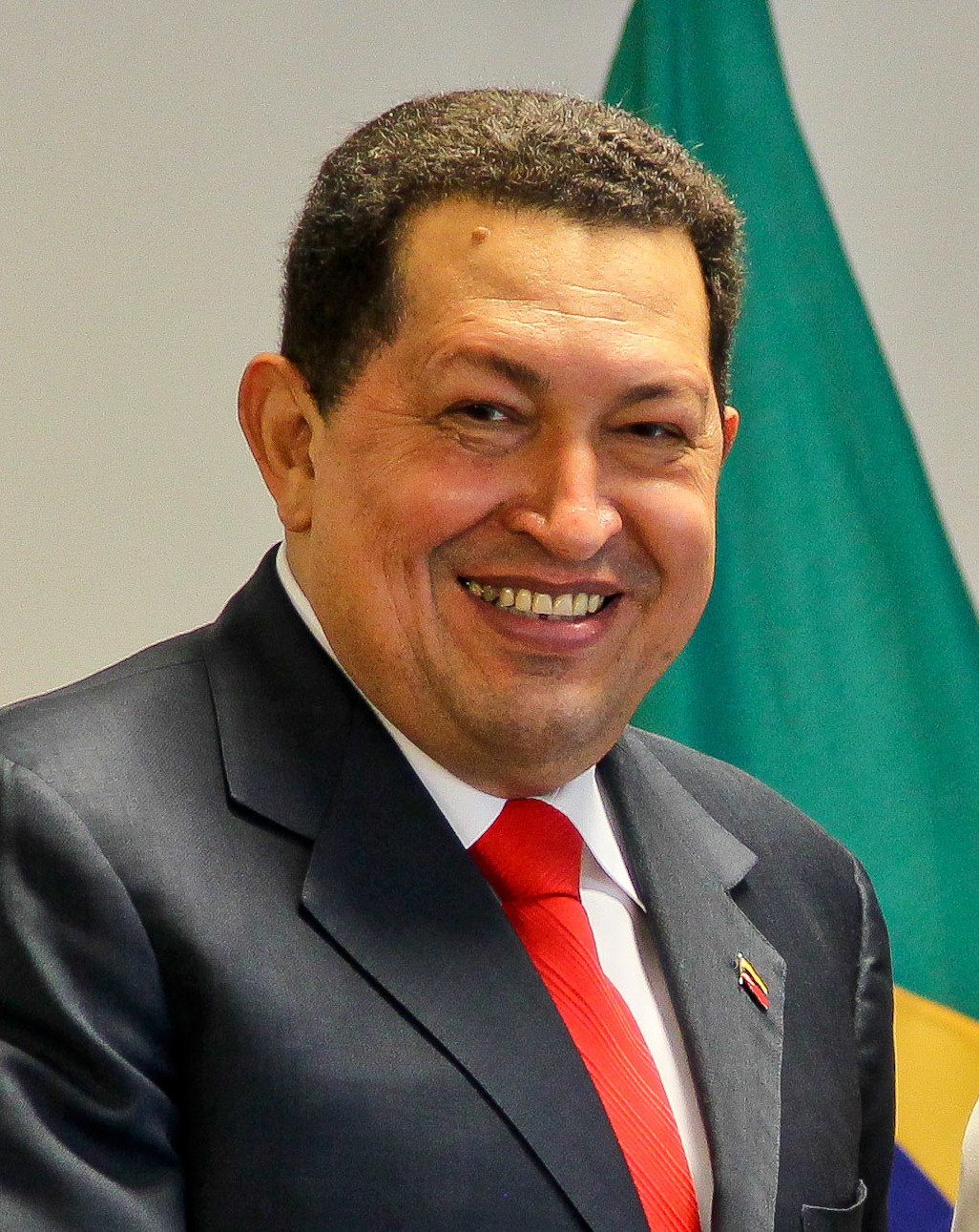
VEN Hugo Chávez, Presidente

- Andorra
Albert Pintat, Presidente del Gobierno
- Argentina
Néstor Kirchner, Presidente
- Bolivia
Eduardo Rodríguez Veltzé, Presidente
- Brasil
Luiz Inácio Lula da Silva, Presidente
- Chile
Ricardo Lagos Escobar, Presidente
- Colombia
Álvaro Uribe Vélez, Presidente
- Costa Rica
Abel Pacheco de la Espriella, Presidente
- Cuba
Felipe Pérez Roque, Ministro de Relaciones Exteriores
- Ecuador
Francisco Carrión, Ministro de Relaciones Exteriores
- El Salvador
Ana Vilma de Escobar, Vicepresidenta
- España
Juan Carlos I, Rey
(anfitrión)
- España
José Luis Rodríguez Zapatero, Presidente del Gobierno
(anfitrión)
- Guatemala
Eduardo Stein, Vicepresidente
- Honduras
Ricardo Maduro, Presidente
- México
Vicente Fox Quesada, Presidente
- Nicaragua
Norman José Caldera Cardenal, Ministro de Relaciones Exteriores
- Panamá
Martín Torrijos, Presidente
- Paraguay
Nicanor Duarte Frutos, Presidente
- Perú
Alejandro Toledo, Presidente
- Portugal
Jorge Sampaio, Presidente
- Portugal
José Sócrates, Primer Ministro
- República Dominicana
Leonel Fernández, Presidente
- Uruguay
Tabaré Vázquez, Presidente
- Venezuela
Hugo Chávez, Presidente